# Pierre Boulez
Pierre Boulez, francoski skladatelj, dirigent, publicist in pianist, * 26. marec 1925, Montbrison, Francija, † 5. januar 2016, Baden-Baden, Nemčija
Bil je eden najpomembnejših svetovnih glasbenikov na prelomu 21. stoletja, skladatelj, dirigent, pisatelj esejev in člankov o glasbi ter pianist. Velja za enega najpomembnejših sodobnih skladateljev. Izogibal se je trenutni glasbeni industriji popa, zato je umrl dokaj neopazno.